# Vespa quadripunctata
Vespa quadripunctata är en getingart som beskrevs av Geoffroy 1785. Vespa quadripunctata ingår i släktet bålgetingar, och familjen getingar. Inga underarter finns listade i Catalogue of Life.